# Konjarnik
Konjarnik (en serbio: Коњарник) es un barrio urbano de Belgrado, la capital de Serbia. Está dividido entre los municipios belgradenses de Voždovac y Zvezdara. Como barrio grande, tiene varios subbarrios propios, como Denkova Bašta, Učiteljsko Naselje y Rudo.